# 北海道音更高等学校
北海道音更高等学校（ほっかいどうおとふけこうとうがっこう、Hokkaido Otofuke High School）は、北海道河東郡音更町にある公立（道立）の高等学校である。

## 概要

### 学科
- 全日制 普通科
  - 普通科高校だが、農業や環境関連の授業も開講している。

### 校訓
自律力行
- 己に厳しく節度を重んずる
- たゆまぬ実践
- 実行力をめざす

### 沿革
- 1948年 - 帯広市立商工高等学校音更分校として開校
- 1949年 - 本校の改称に伴い北海道立帯広商工高等学校音更分校と改称
- 1950年 - 本校の統合に伴い帯広柏葉高等学校音更分校と改称
- 1952年 - 音更村立北海道音更高等学校認可
- 1974年 - 道立に移管
- 2017年 - 定時制農業科を閉課

### 部活動
- 北海道では数少ない（本校と北海道札幌西高等学校 の2校のみ）管弦楽局（オーケストラ）が設置されている。